# Campeonato Naturista do Brasil
O Campeonato Naturista do Brasil é uma competição multidesportiva do Brasil que reúne adeptos do naturismo.
A 1ª edição do torneio ocorreu do dia 15 a 18 de novembro de 2012, na cidade de Guaratinguetá. Nesta edição, foram disputadas 30 modalidades esportivas, entre as quais: pedalinho, tênis de mesa, vôlei, corrida de três pernas e do ovo, sinuca, salto a distância, badminton, natação, caiaque, maratona.